# Birda
Birda (románul és németül Birda) falu Romániában, Temes megyében. Birda község központja, Berekutca, Monostorszentgyörgy és Tárnokszentgyörgy tartozik hozzá. A község 2004-ben vált ki Gátalja város közigazgatási területéből.

## Fekvése
Temesvártól 38 km-re délkeletre, a Berzava folyó közelében fekszik.

## Története
Birda nevét 1690-ben említették először, mint román és szláv lakosság által gyéren lakott bánsági települést. Később a faluba többségében a németországi Darlingból érkeztek protestáns bevándorlók, de több  bevándorló érkezett Kleinschemlack, Harta, Jarek, a szepesi, Butin, Torschau, Klopódia, Vadkert, Rittenberg, Altker, Verbász és Franzfeld német településekről, valamint Mezőberényből magyar telepesek is.
1920. június 4-én a trianoni békeszerződés eredményeként a Bánát három részre oszlott. A legnagyobb keleti rész, amelybe Birda is tartozik, Romániába esett.

## Népessége
1910-ben összesen 1321 német, román és magyar lakosa volt. 2002-ben 985 lakosából 944 román, 13 magyar, 20 német nemzetiségű volt.